# 安妮莉丝·多兹
（1978年3月16日—）是一位英国勞工與合作黨政治人物，現任英国下议院東牛津選區议员。她曾任發展事務國務大臣、婦女及平等事務國務大臣、工党主席、影子財政大臣，亦為为前影子财政大臣約翰·麥克唐奈团队的重要成员。